# Reduto da Cruz da Esperança
O Reduto da Cruz da Esperança localizava-se no concelho de Angra do Heroísmo, na costa sul da ilha Terceira, nos Açores.
Em posição dominante sobre o seu trecho do litoral, constituiu-se em uma fortificação destinada à defesa contra os ataques de piratas e corsários, outrora frequentes nesta região do oceano Atlântico.

## História
Com a instalação da Capitania Geral dos Açores, o seu estado foi assim reportado em 1767:
"2º - Atalaya da Cruz da Esperança. Tem esta duas peças de ferro boas com os seus reparos capazes, precisa fazer-se-lhe a sua plataforma para ellas laborarem: precisa para se guarnecer dois artilheiros e oito auxiliares."
Encontra-se referido como "Cittio da Crus da Esperança" no relatório "Revista aos fortes que defendem a costa da ilha Terceira", do Ajudante de Ordens Manoel Correa Branco (1776), que lhe relata a ruína:
"Careçe aLi hum reducto p.ª laborar tres pessas, que ali se achavão por ser util aquella defença, e agora só se acha hua."
Esta estrutura não chegou até aos nossos dias.